# Hartshorne (Oklahoma)
Hartshorne es una ciudad ubicada en el condado de Pittsburg en el estado estadounidense de Oklahoma. En el año 2010 tenía una población de 	2125 habitantes y una densidad poblacional de 226,06 personas por km².

## Geografía
Hartshorne se encuentra ubicada en las coordenadas 34°50′43″N 95°33′33″O / 34.84528, -95.55917 (34.845198, -95.559265).

## Demografía
Según la Oficina del Censo en 2000 los ingresos medios por hogar en la localidad eran de $21,078 y los ingresos medios por familia eran $26,650. Los hombres tenían unos ingresos medios de $25,705 frente a los $18,603 para las mujeres. La renta per cápita para la localidad era de $13,179. Alrededor del 26.3% de la población estaban por debajo del umbral de pobreza.